# Elettromotrici MB100
Le elettromotrici MB 100/300 sono dei convogli per servizio metropolitano costruiti nella seconda metà degli anni ottanta per la linea B della metropolitana di Roma in occasione del prolungamento verso Rebibbia. Una variante della MB100, classificata "ML100" è stata costruita per la metropolitana di Lima, in Perù.

## Storia
Le elettromotrici MB 100 sono entrate in servizio nel 1987, in vista del prolungamento verso Rebibbia. Durante quest'anno venne consegnato un primo lotto, composto di sole Unità di Trazione M10-11 dalla 001-002 alla 105-106. Con queste elettromotrici, circolanti in composizioni da 4 o 6 carrozze (la composizione da 6 casse vedeva le UdT così ripartite: M10-M11+M11-M10+M11-M10), si provvide a riassegnare gradualmente le MR 100, 200 e 300 sulla ferrovia Roma-Lido fino all'ottobre del 1987, quando l'ACOTRAL ne interdisse la circolazione sulla linea B a causa della modifica della sagoma di quest'ultima nel tronco originale Termini-Laurentina, al fine di adeguarla agli standard metropolitani presenti sul prolungamento, comportando anche la soppressione dei servizi diretti Termini-Lido, in realtà già soppressi dal 1986.
Il restante lotto, composto dalle rimanenti UdT serie 100 (dalla 107-108 a 125-126), entrò in servizio nel 1990, in occasione dell'apertura della tratta Termini-Rebibbia l'8 dicembre. L'arrivo delle unità centrali MB 300 rese fissa la composizione a 6 carrozze, arrivando a un totale di 31 treni+1 UdT M10-M11 (l'MB 125-126, attualmente accantonata).
Nel 2005 venne sperimentato un possibile ammodernamento delle MB 100, sostanzialmente una sperimentazione del revamping che avverrà su un ristretto numero di unità fra il 2009 e il 2011, modificando radicalmente gli interni e provvedendo all'installazione dell'aria condizionata e all'applicazione di una nuova livrea, simile a quella dei treni CAF per la linea A, durante quel periodo in fase di consegna. Queste prime modifiche verranno parzialmente effettuate sull'unità MB 059-060, che però rientrerà in servizio con la livrea grigio/rosso amaranto e gli interni invariati. Le motrici serie ML di Lima sono state, invece, tutte climatizzate come modifica.
Dal 2009, anche per contrastare i sempre frequenti atti vandalici, le MB 100 hanno iniziato a ricevere la nuova livrea unica Atac/Met.Ro.; il primo treno con tale livrea era composto dalle unità MB 059-060/MB 311-312/MB 110-109
Nel 2013, venne presentato il primo di 8 treni parzialmente rinnovati, che ha comportato il restauro degli interni e una nuova livrea, nota anche come "monumenti", caratterizzata da sfondo azzurro sfumato fino al bianco verso l'imperiale, fascia rosso amaranto sopra le porte, e le silhouette di quattro dei più noti monumenti di Roma, in quest'ordine da sinistra a destra: il Colosseo, la cupola di San Pietro, il Vittoriano e la Fontana di Trevi.
Con le revisioni intermedie e generali dal 2020 in poi, l'intero parco atto delle MB 100 è stato uniformato nelle livree, ripellicolando le unità nel grigio/rosso introdotto nel 2009, ponendo quindi fine alla "livrea" originale (in cui la cassa, realizzata in lega leggera anticorodal, restava non verniciata, le porte e i frontali erano invece verniciati in azzurro), che caratterizzava questi convogli fin dal 1987, e la livrea azzurra/fascia rossa/monumenti bianchi, durata poco più di 8 anni, dal 2013 ai primi mesi del 2021.
Questo ciclo di revisioni ha portato anche all'assottigliamento graduale della flotta disponibile per il servizio: molte elettromotrici (specie le unità in livrea originale e monumenti) sono state accantonate al raggiungimento delle scadenze chilometriche, e solo alcune sono state inviate in revisione - la circolazione di molte di queste in deroga potrebbe parzialmente aver contribuito, assieme alle incombenti scadenze chilometriche per le revisioni intermedie dei CAF serie 400, alla crisi di materiale rotabile del 2022-2024
Attualmente (metà 2025) sono quindi atte e circolanti poco meno di 20 UdT, con cui sono teoricamente componibili 5 treni (per un treno sono necessarie due UdT "esterne", della serie 100, e una UdT "centrale" della serie 300), a cui si aggiungono le 2 unità serie 300 e una serie 100 che non consentono la composizione di ulteriori treni; tuttavia, per consentire di avere un sufficiente numero di treni di riserva, e tenendo conto di interventi di manutenzione periodica svolti nel deposito di Magliana, regolarmente in un orario da 20 treni (garantiti in ora di punta, il sabato e i festivi), 3 turni sono effettuati da MB.100/300, più raramente si raggiungono minimi di 2 turni e massimi di 4 turni.
In vista del Giubileo del 2025 sono stati ordinati alla Hitachi Rail 30 treni (+6 previsti sotto la disposizione del quinto d'obbligo) per rinnovare la flotta delle linee A e B, con priorità su quest'ultima, consentendo di riprogrammare gli orari su 28 treni disponibili, e di sostituire le ultime MB in servizio
Il primo treno è giunto al deposito Magliana nella notte fra il 7 e l'8 aprile 2025, ed entro il 2026 si prevede di avere un numero sufficiente di nuovi convogli per poter distogliere dai turni regolari le ultime MB.100/300, dopo quasi 40 anni di servizio.

## Caratteristiche tecniche

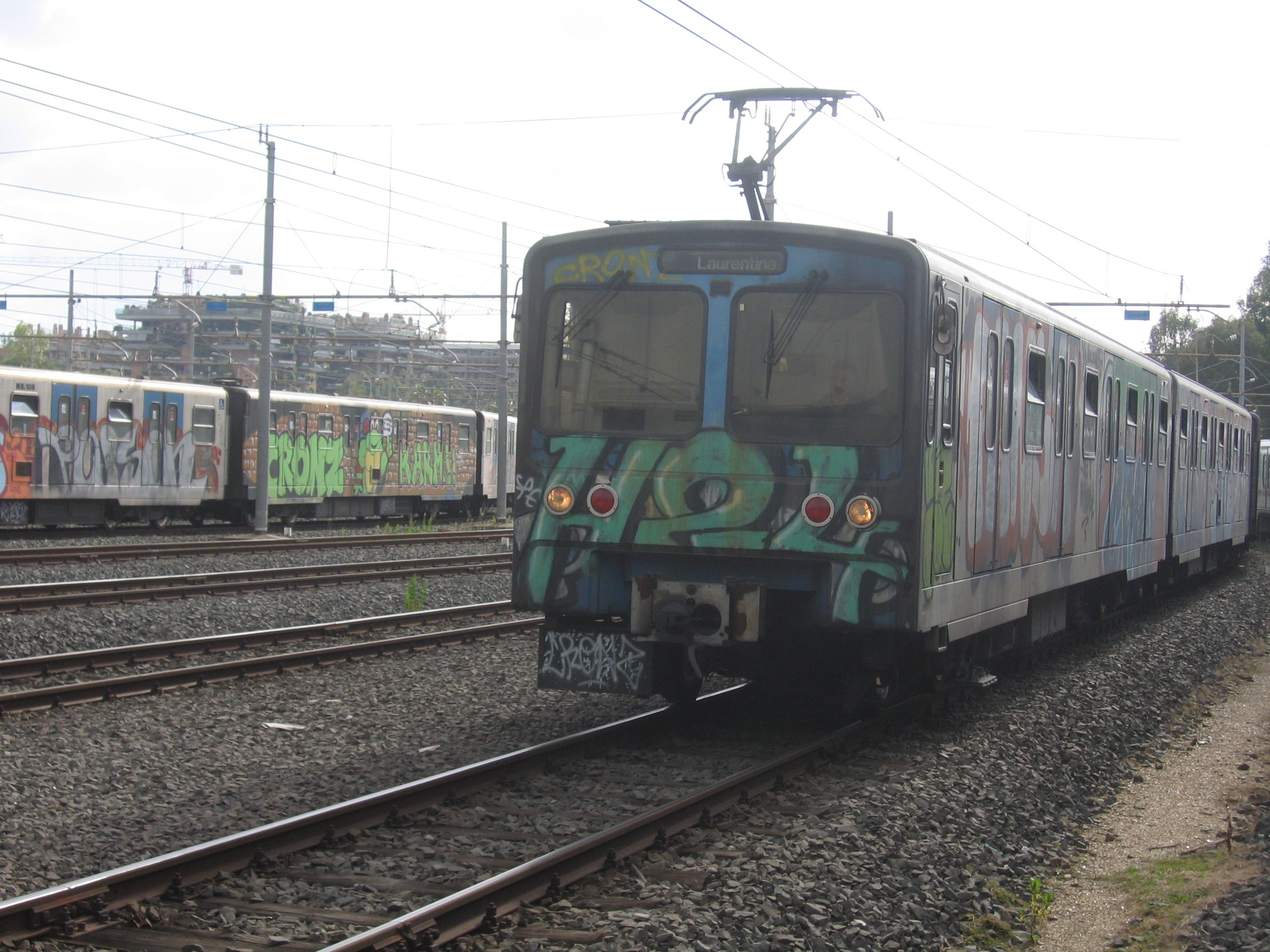
Convoglio di MB100 in manovra al deposito-officina di Magliana.

Il convoglio è costituito da tre unità di trazione (UdT), ognuna formata da due elettromotrici collegate tra loro in maniera semipermanente (possono essere separate solo in officina). Le UdT serie 100 (in testa e in coda del convoglio) sono formate da una motrice pilota (M10) con pantografo accoppiata ad una motrice (M11); le UdT serie 300, centrali, sono composte da una motrice semipilota (M18) con pantografo e da una motrice (M11). Pertanto il convoglio completo è schematizzabile come M10+M11+M18+M11+M11+M10. Le motrici pilota e semipilota hanno un numero nella serie (100 o 300) dispari, mentre le carrozze senza postazione di guida hanno un numero pari.
La semipilota è dotata di un banco di manovra nascosto sotto un coperchio. Questo banco rende possibile pilotare l'UdT composta dalle due carrozze centrali in maniera indipendente. Tale dispositivo viene utilizzato solo in caso di emergenza e talvolta anche in deposito.
Le carrozze non sono dotate di intercomunicante tra loro: esistono però porte di intercomunicazione che possono essere utilizzate solo in caso di necessità dal personale autorizzato.
Le carrozze serie 100 possono ospitare 32 passeggeri seduti e 160 in piedi e due disabili (solo M10), mentre le carrozze serie 300 possono alloggiare 169 passeggeri in piedi, 32 seduti e un disabile (solo M18), per un totale di 1176 posti sul convoglio.
I treni sono equipaggiati di motori in corrente continua. I carrelli, monomotori, montano freni a disco posizionati sugli assi, dietro le ruote. L'azionamento elettrico per la marcia e frenatura è di tipo full-chopper che consente il recupero di energia in frenata. L'accelerazione e la decelerazione massime sono pari a 1,2 m/s².
Il gancio in testa e fra le UdT è di tipo Scharfenberg; fra i mesi di aprile e luglio 2018 sulle sole unità di testa ancora in servizio regolare sono stati sostituiti gli originari Scharfenberg con ganci del tipo BSI sprovvisti dei collegamenti elettrici e della condotta generale